# ناثان ويلموت
ناثان ويلموت (بالإنجليزية: Nathan Wilmot)‏ هو ربان ‏ أسترالي، ولد في 13 ديسمبر 1979 في سيدني في أستراليا.

## وصلات خارجية
- ناثان ويلموت على موقع الاتحاد الدولي للملاحة الشراعية (موقع جديد) (الإنجليزية)
- ناثان ويلموت على موقع الاتحاد الدولي للملاحة الشراعية (موقع قديم) (الإنجليزية)
- ناثان ويلموت على موقع اللجنة الأولمبية الدولية (الإنجليزية)
- ناثان ويلموت على موقع أوليمبيديا (الإنجليزية)
- ناثان ويلموت على موقع اللجنة الأولمبية الأسترالية (الإنجليزية)